# Trébas
Trébas település Franciaországban, Tarn megyében. Lakosainak száma 404 fő (2022. január 1.). Trébas La Bastide-Solages, Cadix, Curvalle és Fraissines községekkel határos.

## Népesség
A település népessége az elmúlt években az alábbi módon változott:
| Lakosok száma | 411  | 418  | 420  | 409  | 410  | 410  | 411  | 406  | 404  |
|               | 2013 | 2015 | 2016 | 2017 | 2018 | 2019 | 2020 | 2021 | 2022 |